# Бела (Португалия)
Бела (порт. Bela) — район (фрегезия) в Португалии, входит в округ Виана-ду-Каштелу. Является составной частью муниципалитета Монсан. По старому административному делению входил в провинцию Минью. Входит в экономико-статистический субрегион Минью-Лима, который входит в Северный регион. Население составляет 685 человек на 2001 год. Занимает площадь 4,22 км².